# Ammerthal
Ammerthal este o comună din districtul Amberg-Sulzbach, landul Bavaria, Germania.